# Roland Chanco
Roland Chanco (pseudonyme de Roland Chanconnier) est un artiste peintre français né le 5 février 1914 à Reignac (Indre-et-Loire), installé à Roquefort-les-Pins (Alpes-Maritimes), et mort à Antibes le 11 juillet 2017 à l'âge de 103 ans.

## Biographie
Peignant dès l'enfance (parmi les plus anciennes toiles répertoriées, La tour Saint-Martin à Loches en 1930), c'est cependant attiré par la sculpture que dans les années 1930 Roland Chanco quitte sa Touraine natale pour Paris où il fréquente l'atelier de Marcel Gimond. Installé à Montmartre et revenant rapidement à la peinture (des vues de la butte), il connait Maurice Utrillo, Edmond Heuzé, Gen Paul et Pablo Picasso, ce dernier remarquant la vigueur de ses toiles et affirmant « aimer son style personnel ».
En 1942, sans pour autant délaisser sa peinture de paysages (Le Lapin Agile, toile de 1939, La rue des Saules, toile de 1942), c'est sous la double inspiration des drames de la Seconde Guerre mondiale et de son admiration pour Georges Rouault que Roland Chanco entre dans sa « période noire », ainsi qualifiée pour les sujets (toiles et pastels) fortement cernés de noir. Il quitte Paris en 1947 pour se fixer sur la Côte d'Azur, dans un premier temps à Antibes où il côtoie Joan Miró, Jean Lurçat, Jules Cavaillès, Roger Limouse, Jean Cocteau et Jacques Prévert, continuant d'y fréquenter Picasso, rencontrant le céramiste Pierre Lebasque (fils de Henri Lebasque et beau-frère du peintre Carlos-Reymond) chez qui il réalise des pièces en céramique en compagnie de Marc Chagall. Entre 1952 et 1958, ses recherches le conduisent à rehausser ses peintures de collages (tels des bribes de journaux dans la gouache-pastel L'homme à l'imprimé, 1952, des fragments de tissus et de papiers peints dans la toile Femme se peignant, 1956), mais aussi à faire l'expérience de l'abstraction.
Optant dans un second temps pour une vie solitaire et silencieuse et se fixant à cette fin à Roquefort-les-Pins, c'est en 1960 que Roland Chanco détruit la plus grande partie de son œuvre peint afin de s'adonner dans la plus grande liberté d'esprit aux nouvelles recherches qui l'amènent quelques années plus tard à s'intéresser au principe des miroirs multiples dont l'aboutissement sera sa « période kaleidoscopique », pour ajouter après 1970 à ses personnages d'un « caractère clownesque » des « natures mortes très construites, sursaturées à partir d'une surabondance d'éléments ».

## Expositions

### Expositions personnelles
- Ventes de l'atelier Roland Chanco, Claude Robert, commissaire-priseur, Hôtel Drouot, 14 avril 1986, 9 mars 1987, 14 décembre 1987, 12 mars 1990, 10 février 1992, 15 avril 1996, 17 novembre 1997, 7 décembre 1998.
- Œuvres de Roland Chanco, Tarn Enchères, Albi, dimanche 28 septembre 2003[8].
- Galerie Pierre Audet, Colmar, 2006, 2019[9].
- Suites Béranger, Tours, 2014[10].

### Expositions collectives
- Salon d'automne, sociétaire du salon en 1947, on trouve toujours son nom parmi les exposants du salon de 1984[11].
- Grands noms de la peinture provençale et lyonnaise contemporaine, Galerie Estades, Lyon, décembre 2010 - janvier 2011.
- St.Art - Foire européenne d'art contemporain (stand Galerie Pierre Audet, Colmar), Parc des expositions, Strasbourg, novembre 2013[12].

## Réception critique
« En 1960, il détruit pratiquement tout ce qu'il a fait et prend la résolution de ne plus vendre. Alors naît une œuvre étrange et superbe : marionnettes disloquées et masques insolites, totems venus d'ailleurs et motifs géométriques, s'étalant sur des toiles aux couleurs d'une rare somptuosité. En regardant l'œuvre de Roland Chanco, on pense à quelques-uns de ces maîtres : Antoni Clavé, Pablo Picasso, Wifredo Lam, James Ensor, car cette peinture, aux confins de plusieurs tendances, tient aussi de l'expressionnisme. »

— Françoise de Perthuis.

« Il joue avec la couleur, ses vibrations, ses fureurs, pour composer une sorte de bestiaire irrationnel, souriant et barbare. »

— Gérald Schurr.

« Une manière issue en droite ligne du cubo-expressionnisme de Picasso, mais d'un caractère clownesque, ne serait-ce que par les sujets ou l'interprétation qu'il en donne dans une exubération joyeuse. Sa décomposition cubiste laisse le sujet très lisible, peint dans une gamme chromatique violente, presque incandescente. »

— Jacques Busse.

« ...Dans les années 1970 est née une œuvre superbe, hors du commun, sa « période kaléidoscopique ». La puissance créative de Chanco donne à ses compositions des effets surprenants, ses thèmes semblent surgir de très anciennes légendes. Femmes, polichinelles, marionnettes, guerriers jaillissent des profondeurs de son imaginaire. Peints dans le silence de la nuit, des personnages étranges, insolites, extravagants, vibrent sous les couleurs. Chanco déforme les choses et les êtres, leurs expressions, leurs émotions, engendre un monde personnel, il choque et attire à la fois. »

— Sandrine Cylver.

## Collections publiques
- Palais des beaux-arts de Charleroi.